# Elzabad Elisara
Elzabad Tuiolemotu Faumuina Elisara (* 13. November 2001 in Nu'uuli) ist eine ehemalige amerikanisch-samoanische Handballspielerin und in der Disziplin Beachhandball Nationalspielerin Amerikanisch-Samoas.

## Karriere
Elzabad Elisara begann 2017 mit dem Handballsport und war noch im selben Jahr Mitglied der Nachwuchs-Nationalmannschaft ihres Verbandes. Gemeinsam mit Roselyn Faleao ergänzte sie die Mannschaft, die zuvor in Raratonga auf den Cookinseln die Junioren-Ozeanienmeisterschaften 2017 (U 17) gewonnen hatten, bei den Junioren-Weltmeisterschaften auf Mauritius. Mit einem weiteren Sieg über Australien erreichte die Mannschaft den 12. Platz und  darüber hinaus auch die Qualifikation zu den Olympischen Jugend-Sommerspiele 2018. Elisara nahm jedoch zunächst an keinen weiteren Turnieren für eine der Nationalteams Amerikanisch-Samoas teil.
2019 wurde Elisara Mitglied der Nationalmannschaft Amerikanisch-Samoas und nahm mit dem Team an den Ozeanienmeisterschaften des Jahres teil, wo die Silbermedaille und damit die kontinentale Vizemeisterschaft gewonnen wurde. Parallel nahm die Mannschaft, ergänzt durch Hannah Mouncey, auch an den australischen Meisterschaften teil und gewann auch dort die Silbermedaille. Im Rahmen der kontinentalen Meisterschaften musste sich die Mannschaft von Amerikanisch-Samoa erneut einzig Australien geschlagen geben und gewann nicht nur gegen die Vertretung der Cookinseln und Kiribatis, sondern auch die Mannschaft Neuseelands.
Aufgrund der COVID-19-Pandemie konnten die Mannschaft bis 2022 nicht mehr an internationalen Wettbewerben teilnehmen, erst 2022 kehrte sie im Rahmen der US-Beach-Tour beim SoCalCup 2022 auf die internationale Bühne zurück. Elisara konnte jedoch daran nicht mehr teilnehmen, weil sie sich wie ihre Mannschaftskameradin  Dianne Loe für die US Army verpflichtet hatte. Sie wurden durch US-amerikanische Gastspielerinnen aus der Ringermannschaft ihrer vormaligen Mannschaftskolleginnen Danielle und Stephanie Floor an der Gannon University ersetzt.
Sie lebt nun in Ashland und studiert mit Unterstützung der US Army an der Southern Oregon University.

## Einzelbelege
1. ↑  U17 Beach Handball Boys claim gold and Girls sliver at Oceania Champs (Memento vom 3. März 2019 im Internet Archive) (englisch)
2. ↑  Our beach handball team to Argentina 2018 (englisch)
3. ↑  American Samoa Handball Association. Abgerufen am 17. Januar 2023.
4. ↑  American Samoa Women's Beach Handball Team wins silver in Australia. 14. März 2019, abgerufen am 7. Dezember 2022 (englisch).
Beach Handball – Oceania Qualifiers & Aust Champs – 2019. Abgerufen am 7. Dezember 2022.
Handball championships underway in Australia — American Samoa teams are there. Abgerufen am 7. Dezember 2022.
Handballers win bronze. Abgerufen am 7. Dezember 2022 (britisches Englisch).
5. ↑  2022 ASA. Abgerufen am 2. Oktober 2022.
2022 ASA. Abgerufen am 7. Dezember 2022.
2022 ASA vs Twist n Shout 1st half. Abgerufen am 7. Dezember 2022 (deutsch).
2022 ASA vs Twist n Shout 2nd half. Abgerufen am 7. Dezember 2022 (deutsch).
6. ↑  Carl Sagapolutele Floor: Elza is truly missed as she has joined the US Army. Facebook, 27. September 2022, abgerufen am 8. Dezember 2022 (englisch).
7. ↑  American Samoa’s national women’s beach handball team on the move. Abgerufen am 8. Dezember 2022.
8. ↑  11th-AC-Graduation-Program-CST-2022 (englisch)

| Personendaten    | Personendaten                                             |
| ---------------- | --------------------------------------------------------- |
| NAME             | Elisara, Elzabad                                          |
| ALTERNATIVNAMEN  | Elisara, Elzabad Tuiolemotu Faumuina (vollständiger Name) |
| KURZBESCHREIBUNG | amerikanisch-samoanische Beachhandballspielerin           |
| GEBURTSDATUM     | 13. November 2001                                         |